# Lændetatovering
Lændetatovering er en betegnelse for en tatovering på lænden. Denne type tatoveringer blev populær i slutningen af 1990'erne – især på yngre kvinder. Grunden kan være, at huden ved lænden er velegnet til større tatoveringer. Desuden strækkes huden ved lænden mindre ved vægtændringer i forhold til andre steder på kroppen og lænden kan let dækkes til, hvis de yngre kvinder vil fremstå tatoveringsfri.
Som følge af tatoveringens placering og sociale konnotationer har denne type fået øgenavnene røvgevir og Amagernummerplade.
| frisurer og hår | Spire Denne artikel om frisurer, hår og kropsudsmykning er en spire som bør udbygges. Du er velkommen til at hjælpe Wikipedia ved at udvide den. |